# Styela schmitti
Styela schmitti is een zakpijpensoort uit de familie van de Styelidae. De wetenschappelijke naam van de soort is voor het eerst geldig gepubliceerd in 1945 door Van Name.